# Мельниково (Можгинський район)
Ме́льниково (рос. Мельниково) — присілок в Можгинському районі Удмуртії, Росія.
Урбаноніми:
- вулиці — Зарічна, Комсомольська, Лісова, Молодіжна, Нагірна, Центральна, Шкільна
- провулки — Зарічний

## Населення
Населення — 319 осіб (2010; 337 в 2002).
Національний склад станом на 2002 рік:
- удмурти — 81 %